# Sawako Yasumoto
Sawako Yasumoto (安本 紗和子, Yasumoto Sawako), née le 6 juillet 1990, est une joueuse internationale de football japonaise.

## Biographie
Le 8 mai 2010, elle fait ses débuts dans l'équipe nationale japonaise contre l'équipe du Mexique. Elle compte 2 sélections en équipe nationale du Japon.

## Statistiques
Le tableau ci-dessous présente les statistiques de Sawako Yasumoto en équipe nationale
| Équipe du Japon | Équipe du Japon | Équipe du Japon |
| Année           | Matchs          | Buts            |
| --------------- | --------------- | --------------- |
| 2010            | 2               | 0               |
| Total           | 2               | 0               |